# Калцитонин
Калцитонинът е аминопептиден хормон, който се секретира от щитовидната жлеза. Той отговаря за калциевата обмяна. Предизвиква намаляване на плазменото калциево ниво и има противоположно действие на паратхормона.